# ORP Sęp (2002)
Pour les articles homonymes, voir ORP Sęp.
Le ORP Sęp (en polonais : Vautour) est un sous-marin de classe Kobben de la marine polonaise.

## Fabrication
La Norvège a commandé le navire à Nordseewerke à Emden en Allemagne, où la quille a été posée en 1963. Il a été lancé le 24 mars 1966 sous le nom de KNM Skolpen et a été achevé le 17 août de la même année. Il est entré en service dans la marine royale norvégienne avec le numéro de coque S-306.
Désarmé en 2001, il a été transféré à la Pologne par le gouvernement norvégien en 2002. Il a été remis en service dans la marine polonaise, avec le numéro tactique 295. Le baptême et la cérémonie des couleurs ont eu lieu le 16 août 2002. Il a été modernisé à Gdańsk, mais sa modernisation a été retardée en raison de difficultés financières. Il a été utilisé par la marine polonaise jusqu’en 2013.
Début 2021, l’Agence des biens militaires a annoncé l’acquisition du navire auprès de la Marine pour le mettre vente vers le troisième ou le quatrième trimestres de la même année. Le navire a été mis hors service le 14 décembre 2021.

## Commandants
- Capitaine Mariusz Pelc
- Capitaine Arkadiusz Teska
- Capitaine Tomasz Witkiewicz
- Capitaine Marek Walder